# La Nuit des sacs plastiques
Pour plus de détails, voir Fiche technique et Distribution.
La Nuit des sacs plastiques est un court métrage d'animation réalisé par Gabriel Harel, sorti en 2018. Il a reçu le César du meilleur court métrage d'animation en 2020.

## Synopsis
Une femme souhaite renouer avec son ex pour avoir un enfant, mais leur conversation dans les calanques de Marseille est troublée par une invasion de sacs plastiques.

## Fiche technique
- Réalisation : Gabriel Harel
- Scénario : Gabriel Harel, Patricia Mortagne
- Production : Pierre Delaunay, Amaury Ovise
- Photographie : Simon Roche
- Genre : Horreur, fantastique
- Musique : Étienne Jaumet
- Montage : Nicolas Desmaison
- Genre : Animation, fantastique et horreur
- Format : couleur et noir & blanc
- Durée : 18 minutes[1]
- Date de sortie : 16 octobre 2018

## Distribution
- Damien Bonnard : Marc-Antoine (voix)
- Anne Steffens : Agathe (voix)

## Production
Le titre fait référence au film de 1968 La Nuit des morts-vivants. Le film a été réalisé à Vendôme.

## Distinctions
- 2018 : Prix du meilleur court métrage du Syndicat français de la critique de cinéma
- 2020 : César du meilleur court métrage d'animation[4]